# Plante rudérale

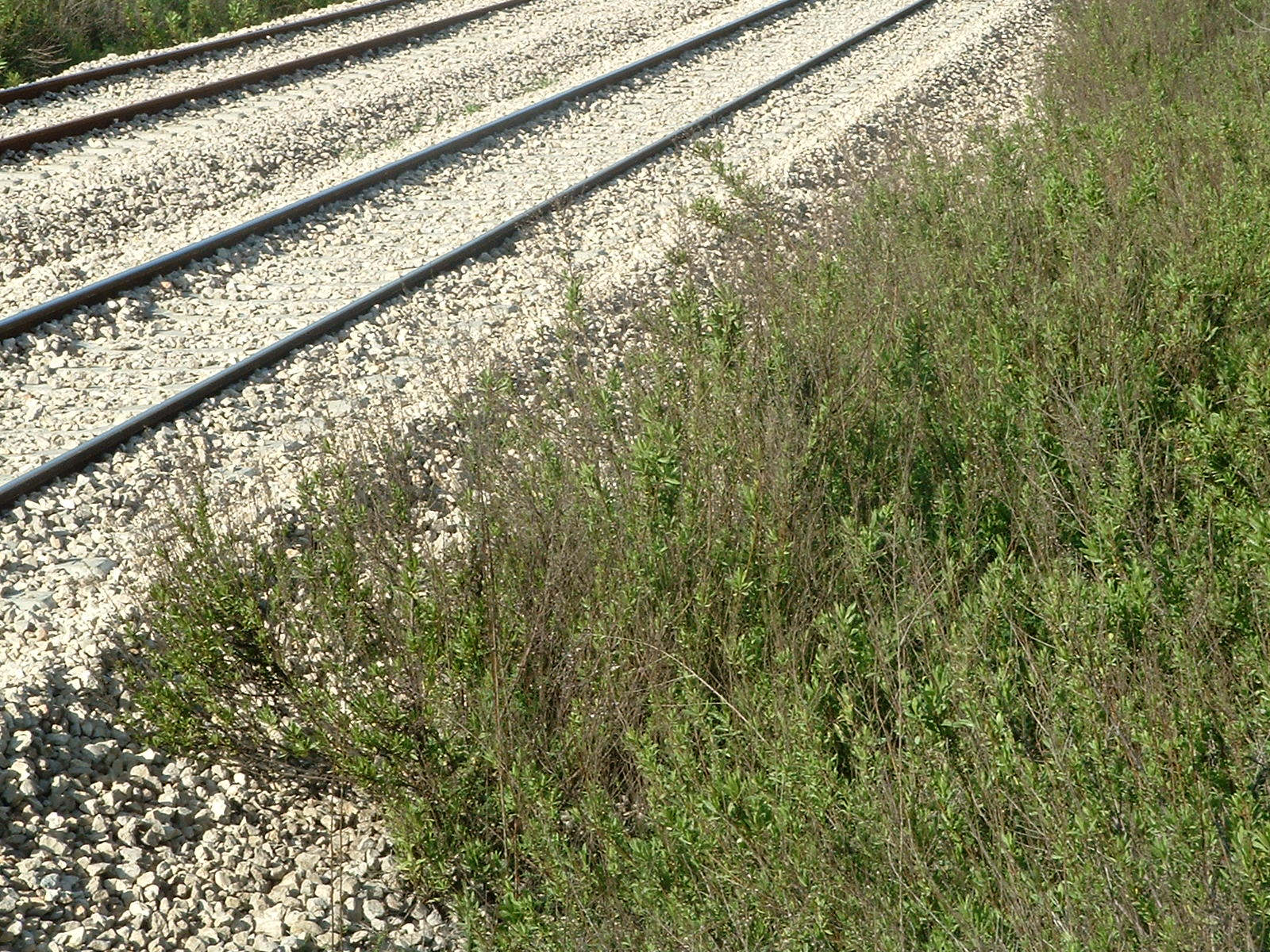
Communauté rudérale d'Inule visqueuse le long d'une voie ferrée en Israël. Le ballast accueille parfois une flore originale constituée de plantes pionnières, thermophiles et xérophiles. Le passage des trains favorise la dispersion des graines par les vents (phénomène d'anémochorie et d'agochorie), faisant migrer rapidement les plantes d'un endroit à l'autre.

Les plantes rudérales (étymologiquement, l'adjectif « rudéral » dérive du latin : rudus, variante de raudus signifiant « masse informe, non travaillée, masse brute », ruderis, génitif de rūdus, signifiant débris, décombres) sont des plantes qui poussent spontanément dans un espace rudéral, c'est-à-dire un milieu anthropisé modifié du fait de l'activité ou de la présence humaine (zones résidentielles ou d'activités, aires de stationnement, pelouses rudérales des parcs, jardins et espaces verts, terres des jardins et potagers, décombres, décharges, tas de détritus et composts, friches pionnières nitrophytes, trottoirs, pieds d'arbres, bords des chemins et bermes des routes enrichis par les produits de fauche, replats herbeux des montagnes utilisés comme pâturages ou reposoir, espaces agricoles, voisinage des habitations et des fermes où ces plantes profitent des nitrates apportés par les terres remuées ou le lisier). La « rudéralisation » a souvent pour conséquence l'implantation d’espèces fortement colonisatrices qui, peu à peu, éliminent les plantes spontanées.
Ces plantes colonisatrices affectionnent les espaces ouverts (à l'inverse de la forêt, qui est un milieu fermé), perturbés ou instables. Ce sont souvent des espèces pionnières, nitrophytes, épilithes ou thérophytes, cosmopolites et adventices, qui colonisent de nouveaux terrains après un bouleversement ou une modification de l'écosystème local. On estime parfois que certaines de ces espèces se comportent comme des commensales de l'être humain.

## Rudéralisation

Triangle de Grime avec les trois stratégies végétales principales sélectionnées en réponse à différents facteurs environnementaux (biotiques ou abiotiques) : stratégie compétitive (C), tolérance au stress (S) et rudéralisation (R).

Le phénomène de rudéralisation est lié à la présence d'éléments nutritifs consécutifs à l'activité ou à la présence humaine (mouvements de véhicules, de personnes, de bétail, terrains remués) qui contribue à l'enrichissement des sols en nitrates, phosphates, etc.
Cette rudéralisation est une stratégie écologique décrite par John Philip Grime dans le cadre de sa théorie des stratégies CSR élaborée en 1974. Chez certaines espèces végétales, en majorité des  Astéracées telles que les chardons, chaque plante produit des akènes à aigrettes (issues d'un mode sexué de reproduction) favorables à la dispersion par le vent (anémochorie), et des graines sans aigrettes (issues d'un mode sexué), peu mobiles. Un équilibre est maintenu à l'échelle de la métapopulation. Dans les réserves naturelles, le taux de dispersion sélectionné est faible et proche de celui qui minimise le risque d'extinction. Par contre, dans les milieux perturbés, la rudéralisation sélectionne un taux de dispersion inférieur à celui qui minimise le risque d'extinction. Le dimorphisme sexuel des akènes est maintenu par des pressions de sélection opposées (milieu stable versus milieu rudéralisé) qui s'exercent à l'échelle d'une métapopulation et qui correspondent à des stratégies de colonisation et de survie différentes selon l'hétérogénéité spatio-temporelle des milieux. La rudéralisation serait ainsi utile au maintien de la biodiversité.

## Succession écologique
Au début d'une succession végétale, les plantes sont en général des lichens et des mousses, suivis par des herbes, puis des arbustes et enfin des arbres. Sur les espaces rudéraux, cette succession se traduit par des espèces caractérisées par un cycle de vie court, une croissance rapide et un taux de reproduction élevé, et qui sont susceptibles de bénéficier plus que les arbres de l'apport de fertilisants et ainsi limiter la croissance de ces derniers par effet de compétition : plantes annuelles et bisannuelles (Sisymbre officinal des pelouses annuelles des milieux artificialisés ou fortement perturbés, chardon aux ânes des friches des bords de chemins et décombres sur sols riches en calcaire, Gaillet gratteron - Alliaire officinale des ourlets rudéraux), des plantes vivaces (syntaxons Artemisia vulgaris des friches mésophiles, Grande bardane des friches nitrophytes denses de hautes herbes, Grand Plantain des prairies-pelouses mésophiles piétinées, Elymus athericus des prairies subrudérales et nitrophiles),.
|                                                                     |
| Groupement d'annuelles ou bisannuelles, telle que le Mélilot blanc. |

|                                                                         |
| Groupement herbacé d'espèces prairiales (graminées et carotte sauvage). |

| |
| Groupement de hautes herbes vivaces, à dominance fréquente d'Armoise citronnelle et de Tanaisie commune. |

## Flore urbaine
Dans les villes, à côté  de la végétation des parcs et jardins, se développe une flore anthropique spontanée sur différents biotopes (espèces synurbiques) : bas de mur (milieu le plus favorable car à l'abri du piétinement et pourvu d'un microsol grâce à l'apport de débris organiques de la rue ou de l'urine animale voire humaine), trottoir (anfractuosité, fissure, jointement altéré), tour d'arbre (lui aussi pourvu d'un microsol), caniveau (apports organiques et minéraux entraînés par le ruissellement des eaux). L'inventaire de cette flore rudérale (comme l'inventaire faunistique) permet aux écologues urbains de déterminer le coefficient de présence des espèces anthropophiles, la répartition des groupements végétaux, et d'établir un suivi de la biodiversité urbaine.
Contrairement à une idée répandue, le milieu urbain favorise rarement les espèces spécialistes (Sedums, Ombilic de Vénus). Les espèces citadines sont le plus souvent ubiquistes, développant des stratégies écologiques très diverses pour survivre (fortes capacités d’adaptation, bonnes compétitrices…). L'influence de l'homme a pour effet d'aider les espèces plastiques les plus généralistes à se répandre aux dépens d'espèces plus spécialisées. Les écologues appellent homogénéisation biotique par l'urbanisation ce processus de disparition d’espèces rares, spécialisées voire endémiques, et l'introduction d'espèces bien répandues, généralistes et/ou exotiques voire envahissantes,.

## Exemples de plantes rudérales
- Bourse à pasteur
- Canne de Provence
- Cymbalaire des murs
- Géranium Herbe à Robert
- Grand plantain
- Laiteron maraîcher
- Lampsane commune
- Morelle noire
- Pâquerette
- Pariétaire officinale
- Renouée des oiseaux
- Renouée persicaire
- Séneçon commun
- Vergerette du Canada
- Verveine officinale
- Ambroisie à feuilles d'armoise
- Ortie
- Ailante

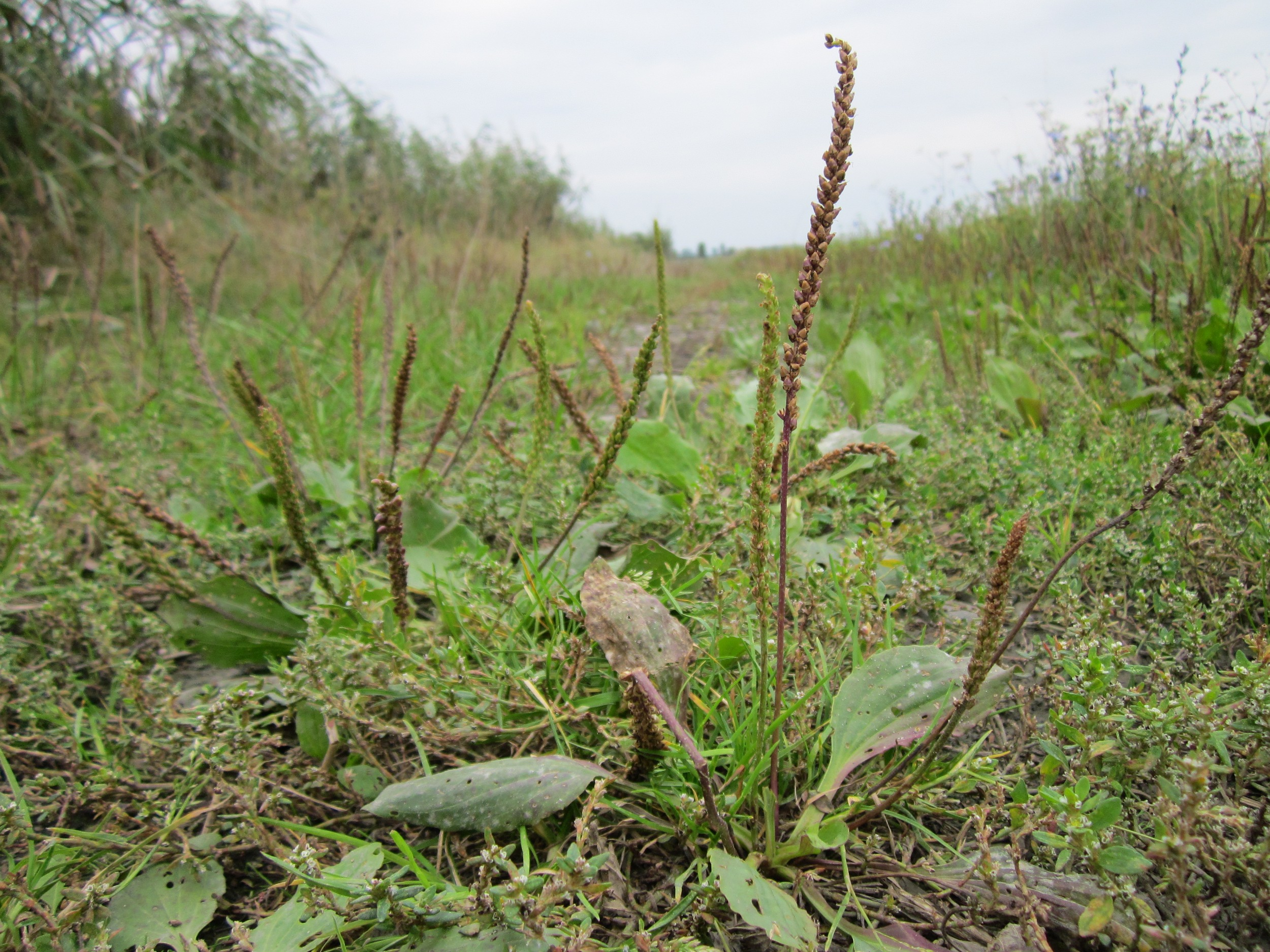
Cortège de plantes rudérales résistantes au stress mécanique[27] en plein milieu d'une bande de cheminement, grâce, en partie, à une rosette (grand plantain), une touffe (pâturin annuel), des tiges traçantes (Renouée des oiseaux).
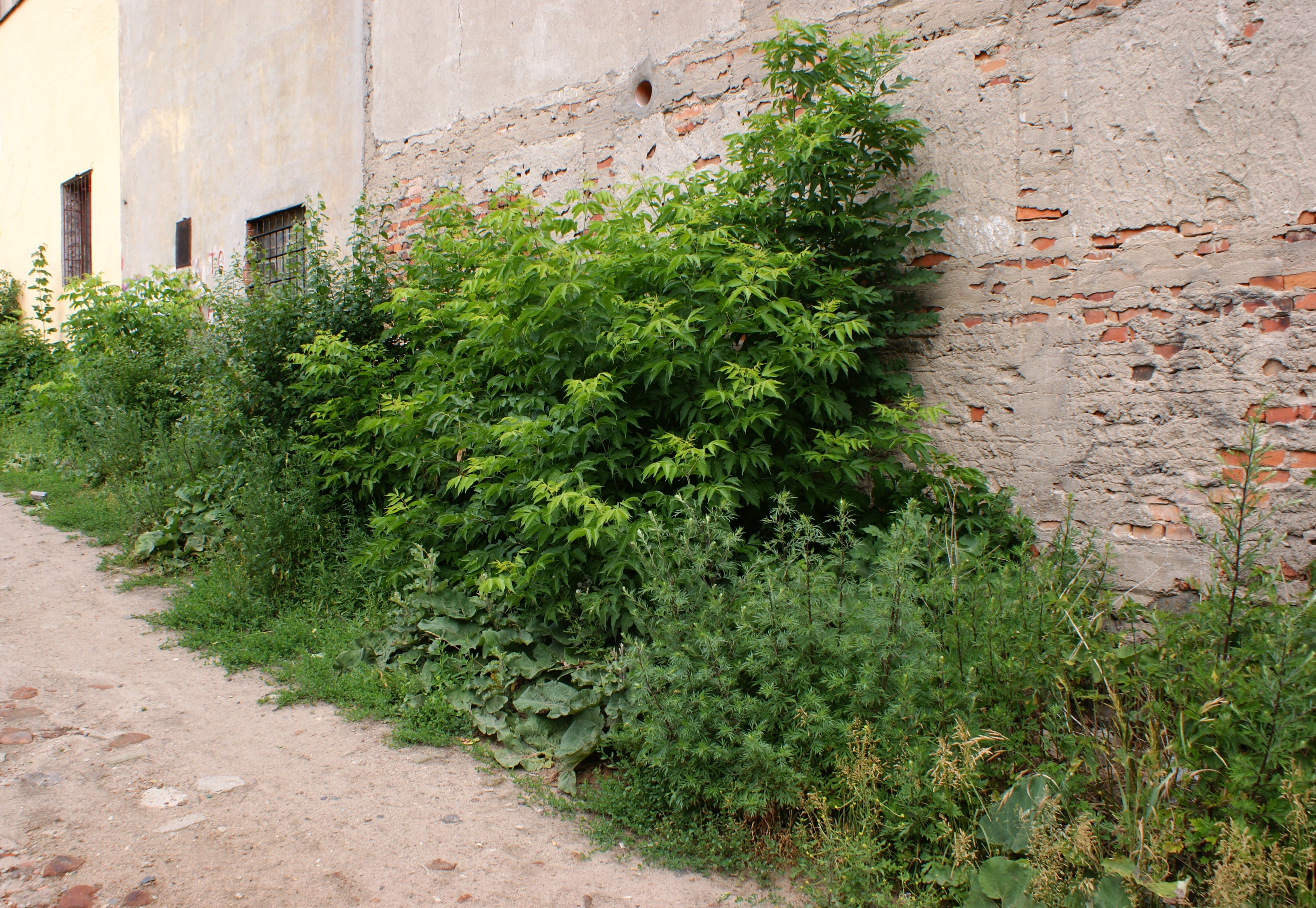
Communauté rudérale au bas d'un mur (Sureau noir, Armoise commune, Bardanes).
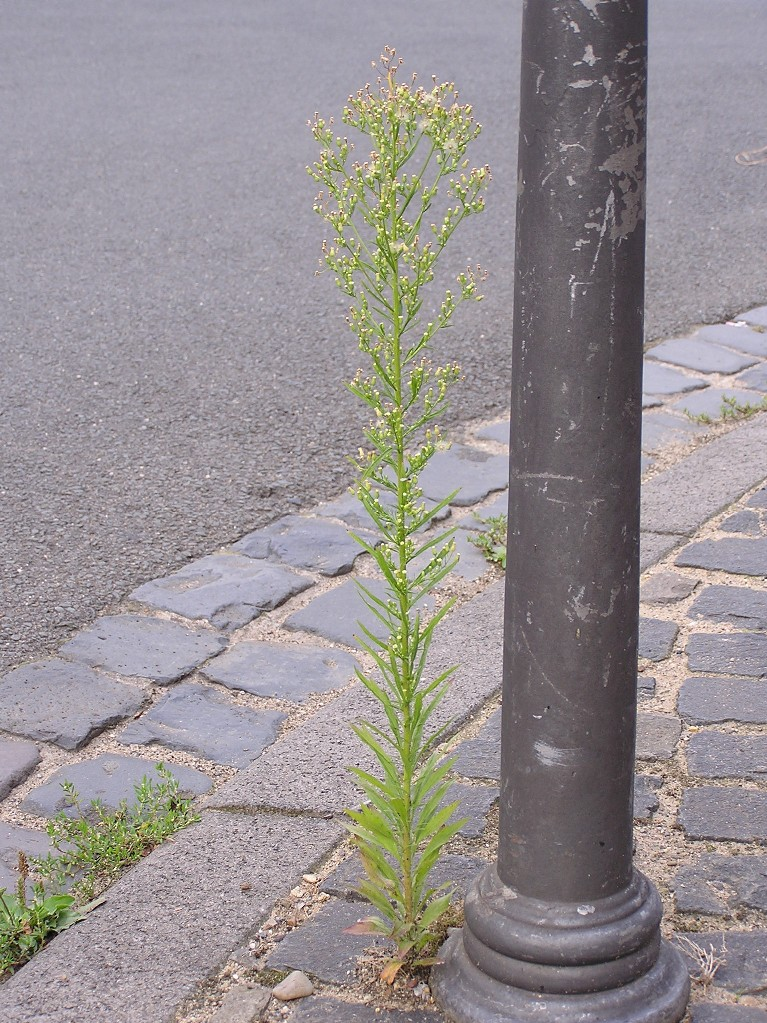
La Vergerette du Canada croît sur un trottoir grâce à un peu de terre au pied d'un poteau.
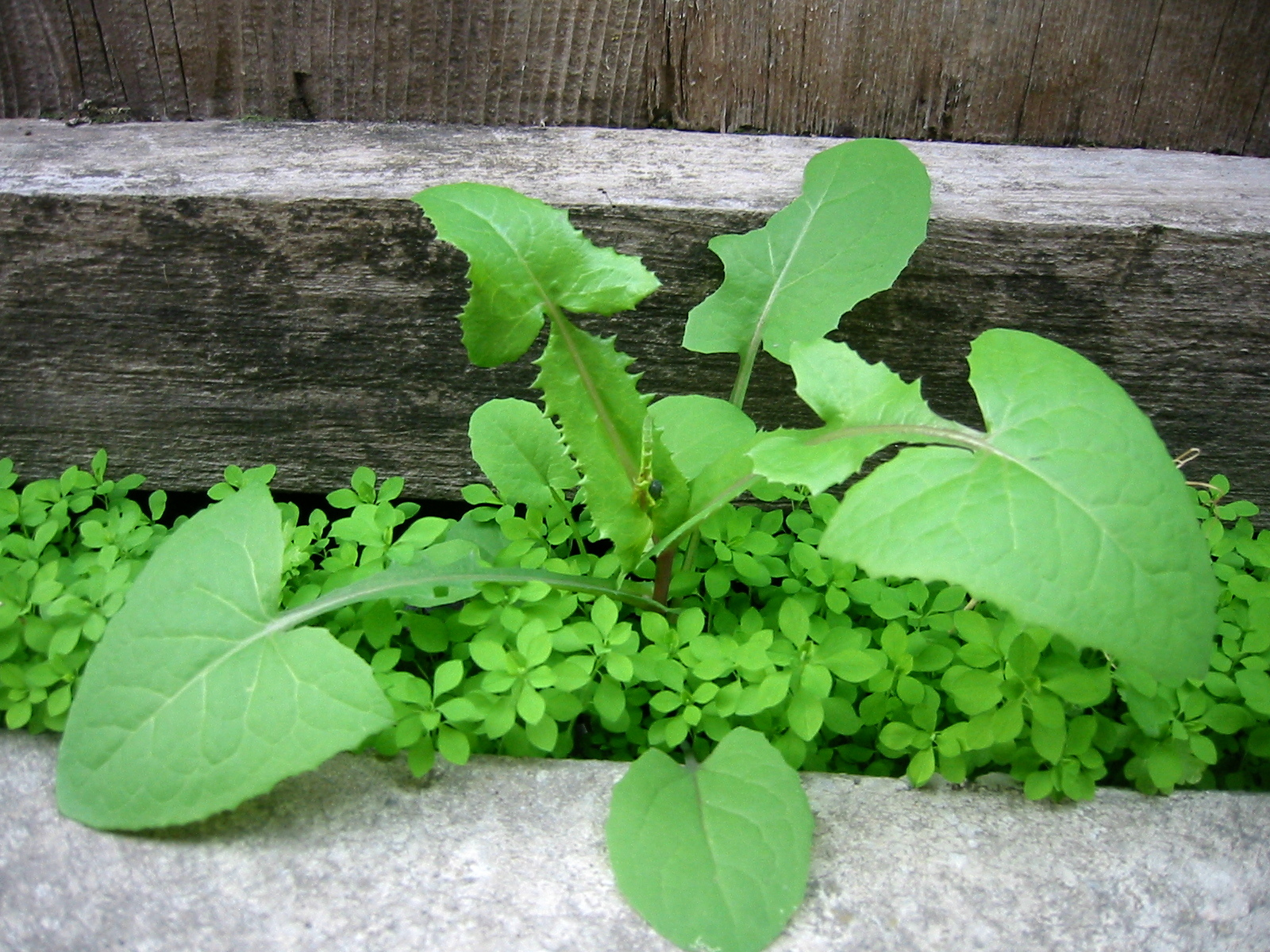
Laiteron maraîcher et cortège de jeunes Euphorbes poussant sous une porte.
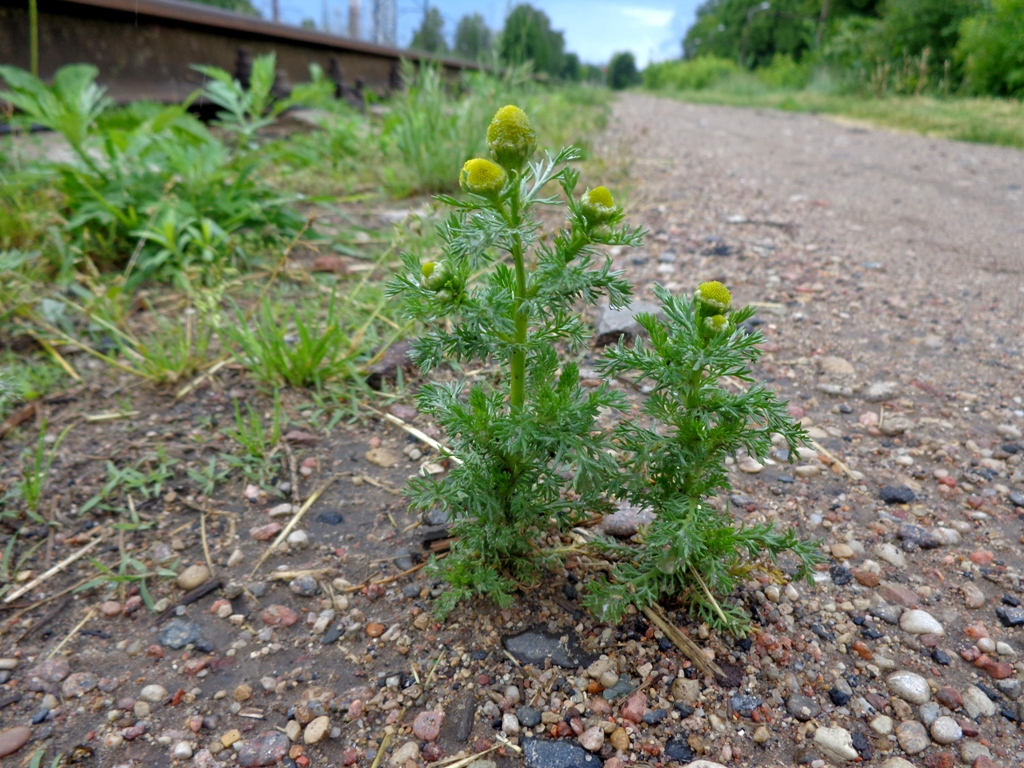
La très grande résistance aux piétinements de la Matricaire odorante lui permet de croître sur les bords et au milieu des chemins.
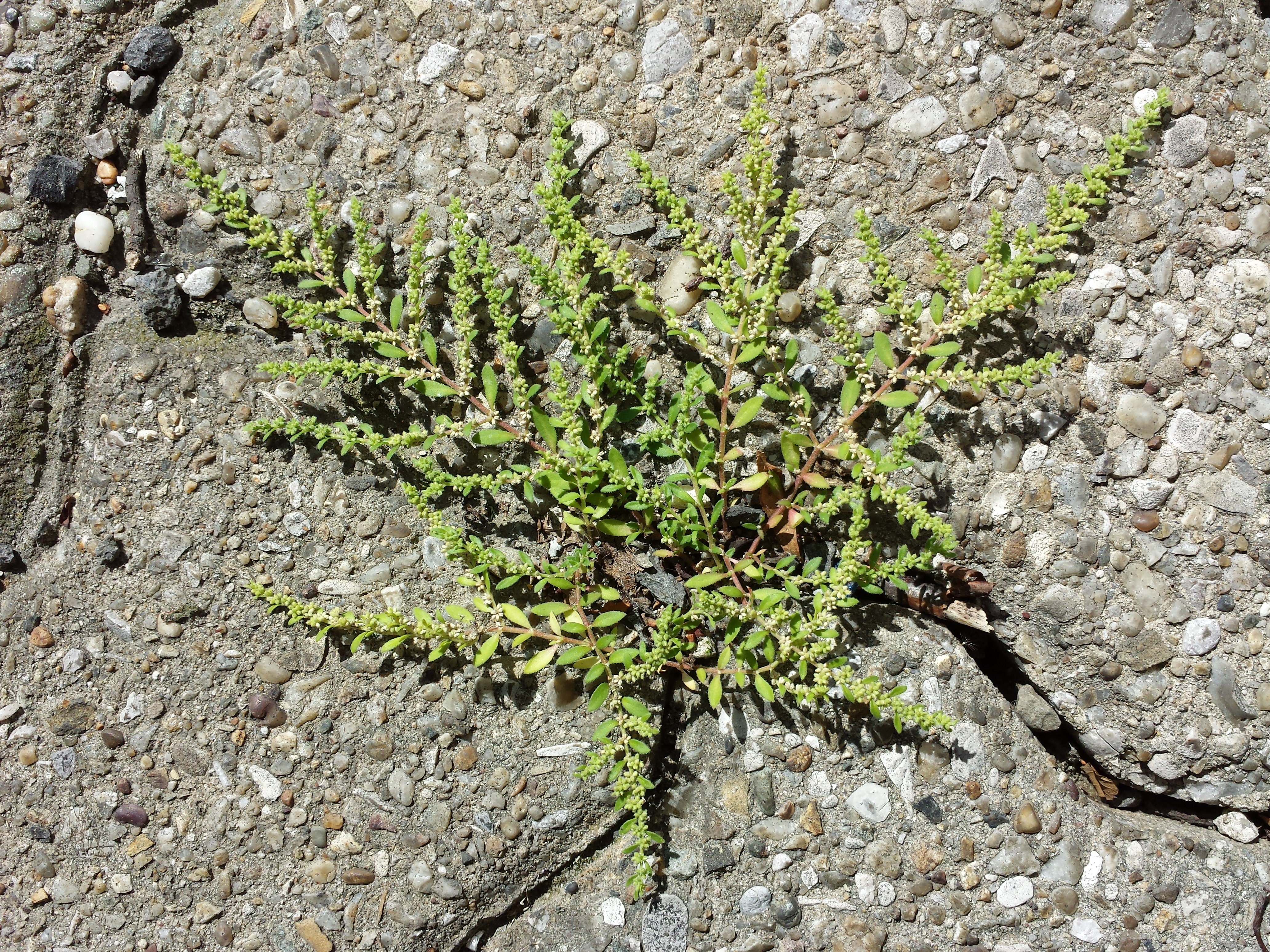
Le port prostré de l'Herniaire velue (en) lui permet de pousser dans la moindre fissure du bitume.
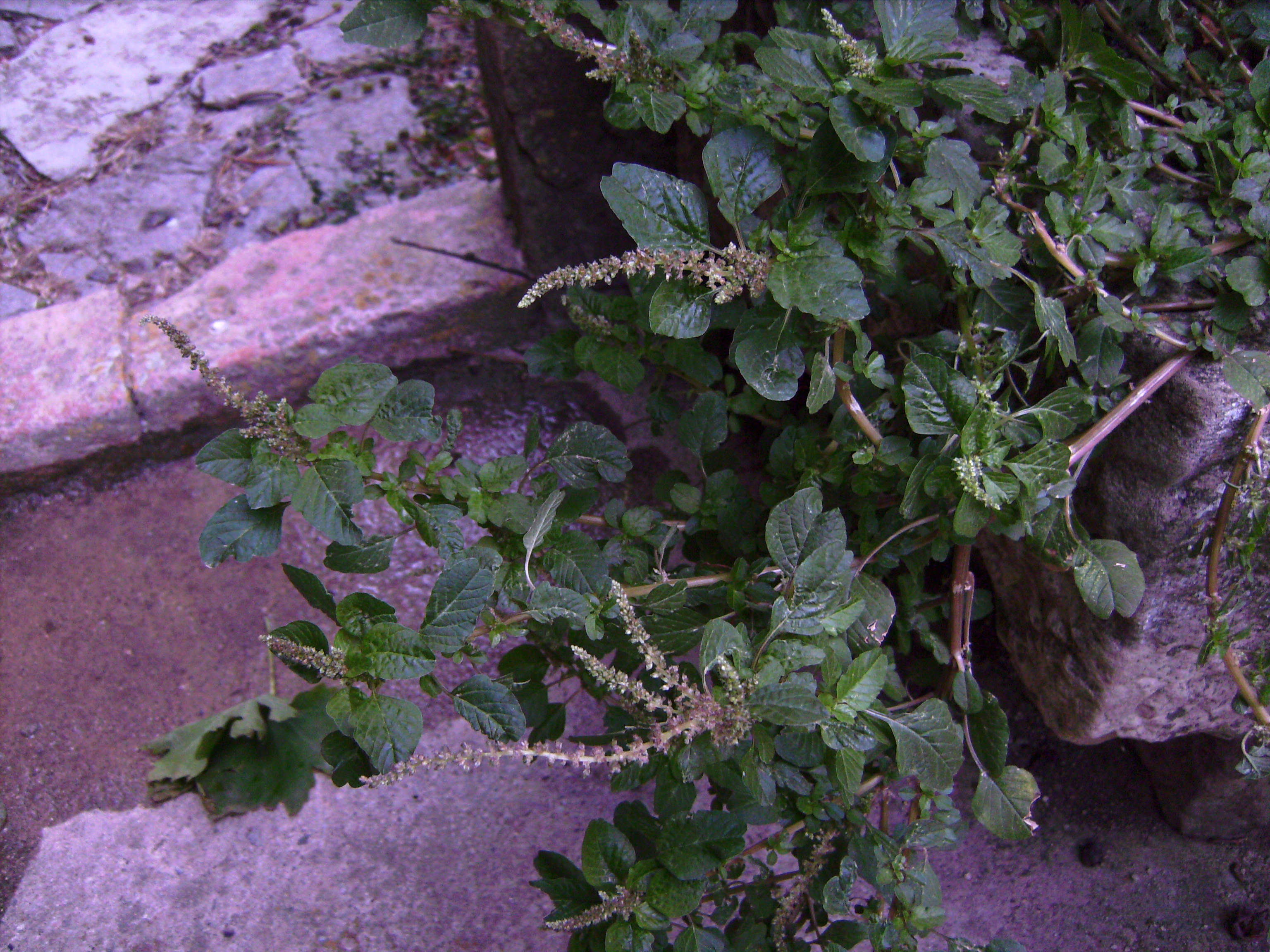
Rudérale opportuniste, l'Amarante couchée n'est pas une mauvaise herbe : ses graines et feuilles sont comestibles[28].